# Westerweyhe
Westerweyhe ist ein Ortsteil der Hansestadt Uelzen im niedersächsischen Landkreis Uelzen. 

## Geografie und Verkehrsanbindung
Der Ort liegt nordwestlich des Kernbereichs von Uelzen.
Nördlich erstreckt sich das 190 ha große Naturschutzgebiet Im Sieken und Bruch.
Die B 4 verläuft östlich und der Elbe-Seitenkanal fließt noch etwas weiter östlich. 
Westerweyhe liegt an der Bahnstrecke Uelzen–Langwedel, ein Bahnhalt besteht aber nicht mehr.
Die Georgskirche in Kirchweyhe ist die Kirche der evangelisch-lutherischen Kirchengemeinde Kirch-/Westerweyhe.